# Берлінгтон (Нью-Йорк)
Берлінгтон (англ. Burlington) — місто (англ. town) в США, в окрузі Отсего штату Нью-Йорк. Населення — 1045 осіб (2020).

## Демографія
Згідно з переписом 2010 року, у місті мешкало 1140 осіб у 447 домогосподарствах у складі 329 родин. Було 553 помешкання
Расовий склад населення:
| - 97,3 % — білих - 0,9 % — чорних або афроамериканців - 0,3 % — азіатів |

До двох чи більше рас належало 1,4 %. Частка іспаномовних становила 0,8 % від усіх жителів.
За віковим діапазоном населення розподілялося таким чином: 19,8 % — особи молодші 18 років, 64,2 % — особи у віці 18—64 років, 16,0 % — особи у віці 65 років та старші. Медіана віку мешканця становила 44,4 року. На 100 осіб жіночої статі у місті припадало 108,4 чоловіків;  на 100 жінок у віці від 18 років та старших — 104,9 чоловіків також старших 18 років.
Середній дохід на одне домашнє господарство  становив 62 681 долар США (медіана — 51 307), а середній дохід на одну сім'ю — 67 393 долари (медіана — 52 500). Медіана доходів становила 40 054 долари для чоловіків та 35 536 доларів для жінок. За межею бідності перебувало 16,2 % осіб, у тому числі 29,7 % дітей у віці до 18 років та 0,0 % осіб у віці 65 років та старших.
Цивільне працевлаштоване населення становило 519 осіб. Основні галузі зайнятості: освіта, охорона здоров'я та соціальна допомога — 23,1 %, фінанси, страхування та нерухомість — 15,0 %, виробництво — 14,6 %.